# Sông Tama

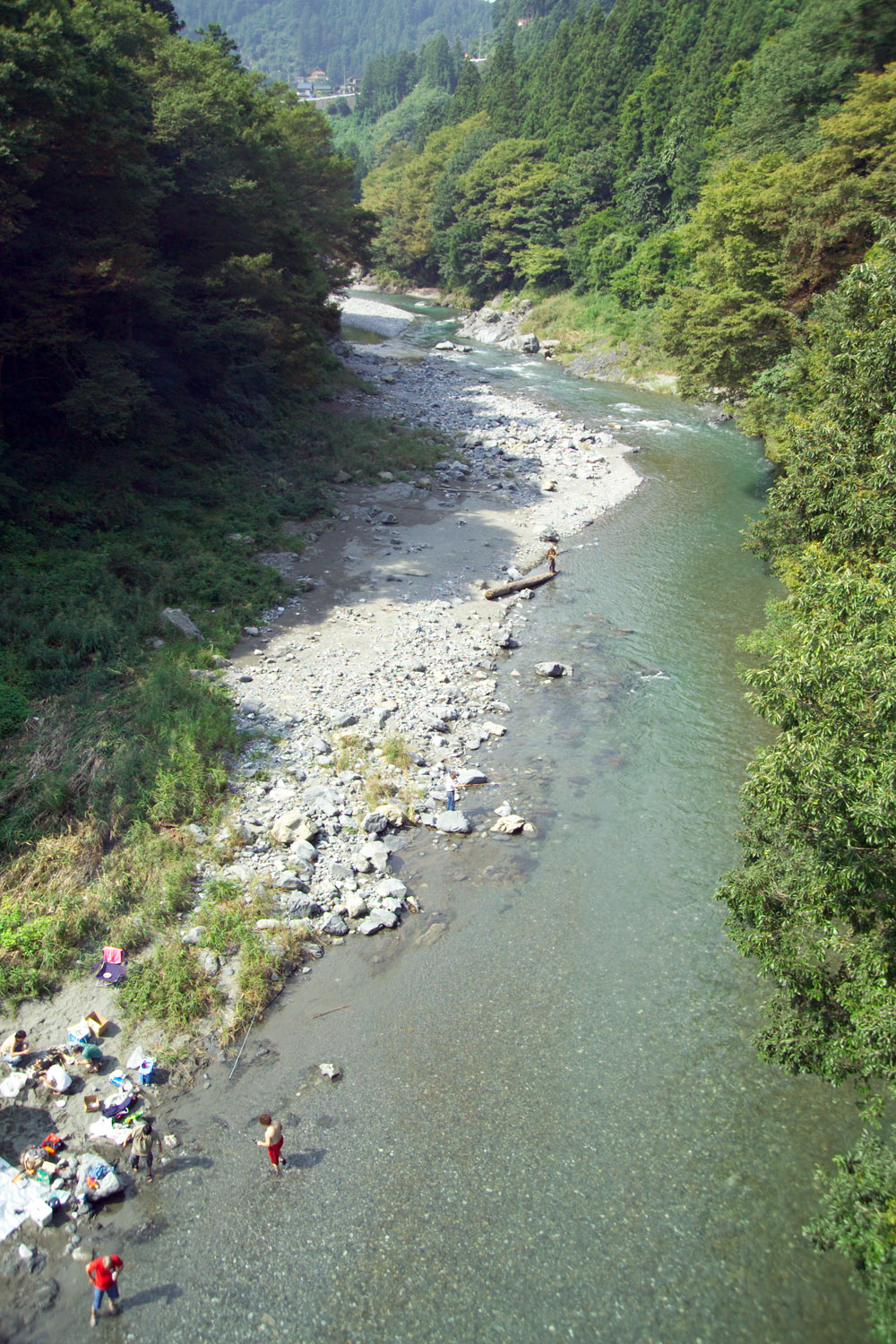
Sông Tama đoạn chảy qua thị trấn Okutama (Tokyo), gần ga Kori trên Tuyến Ome của JR East.

Sông Tama (tiếng Nhật: 多摩川 Đa Ma Xuyên) là một sông lớn của Nhật Bản chảy trên địa phận các tỉnh Yamanashi, Tokyo, và Kanagawa. Sông này được chính phủ Nhật Bản xếp hạng sông ngòi cấp một.
Sông dài tổng cộng 138 km, có lưu vực rộng 1240 km².
Sông Tama bắt nguồn từ núi Kasatori ở Koshu thuộc tỉnh Yamanashi và chảy theo hướng Đông tới vùng núi non phía Tây của Tokyo. Ở phần thượng lưu này, sông có tên gọi là Ichinose hoặc Taba. Từ phía Tây Tokyo trở đi, sông bắt đầu mang tên Tama và chảy tiếp tục theo hướng Đông qua Công viên Quốc gia Chichibu Tamakai tới Ome thuộc Tokyo. Sông đổi hướng về phía Nam đi qua giữa vùng đồi Tama và dải đất bằng Musashino làm ranh giới tự nhiên giữa Tokyo và Kawasaki. Sông đổ vào vịnh Tokyo, gần sân bay Haneda. Đoạn hạ lưu gần cửa sông còn được gọi là Rokugo.
Sông Tama vốn hay gây ra lụt lội. Vì thế, người ta đã xây đập Ogochi trên sông Tama đoạn qua phía Tây Tokyo, tạo nên hồ Okutama vừa để điều tiết thủy lợi vừa để cung cấp nước cho thủ đô Tokyo.
Dọc sông Tama có nhiều khu bảo tồn động vật hoang dã. Mùa hè năm 2002, một con hải cẩu đã bơi vào cửa sông Tama và trú ngụ ở đó một thời gian. Đây là một sự kiện thu hút sự chú ý của người Nhật Bản. Con hải cẩu đó được đặt tên là Tama-chan (bé Tama) và còn được chính quyền Yokohama cấp chứng minh thư công dân danh dự.